# Фаччин, Джузеппе
Джузеппе Фаччин (итал. Giuseppe Faccin), или Джузеппе Гаэтано Фаччин (итал. Giuseppe Gaetano Faccin; 24 января 1874, Скио,Королевство Италия — 18 ноября 1916, Виченца, Королевство Италия) — итальянский живописец и реставратор, писавший картины и фрески в стиле академизма и экспрессионизма.

## Биография
Родился в 1874 года в Скио в семье Антонио Фаччина и Марии, урождённой Лоско. Братом художника был астроном Франческо Фаччин. Начальное образование получил в Скио. Живописи обучался в мастерской Томмазо Пасквотти, затем в Королевской Академии в Венеции, по завершении образования в которой получил почётный диплом. В 1901 году стал членом почётной комиссии академии.
В 1911 году переехал в Виченцу. В 1913 году сочетался браком с Реджиной Симони. В браке у него родились две дочери. Вскоре после женитьбы здоровье художника пошатнулось, и он болел до самой смерти.
Несмотря на короткую жизнь, Фаччин оставил после себя многочисленные работы — более шестидесяти картин и сорока фресок. Он много писал произведений на сакральные сюжеты, такие, как «Успение Девы Марии» — пятнадцатиметровая фреска на своде нефа церкви в Кьямпо. Создавал полотна и в других жанрах: портреты, такие, как «Портрет монсеньора Алессандро Саккардо» и «Портрет монсеньора Франческо Панчьера», ныне хранятся в плебании собора Скио, пейзажи и гравюры. Фаччин приобрёл известность после выставки, организованной Общественным музеем Виченцы в 1916 году.
Он также занимался художественной реставрацией. Среди восстановленных им произведений, полотна в церкви Сан-Джакомо в Виченце. Фаччин умер после продолжительной болезни в ноябре 1916 года в Виченце.

### Избранные работы
- «Спор святой Екатерины с языческими мудрецами» и «Мученичество святой Екатерины» (1898), «Мистический брак святой Екатерины», «Иисус среди детей» и «Крещение Иисуса в Иордане» (1905), все картины в церкви в Третто-ди-Скио;
- «Блаженная Маргарита Мария Алакок» и «Вознесение святого Иосифа», «Иисус среди учителей в храме» и «Почитание Христа народом» (1900), все картины в церкви в Монте-Магре-ди-Скио;
- «Тайная вечеря» и «Провозглашение догмата Непорочного Зачатия» (1913), все картины в церкви в Канове-ди-Роана;
- «Святой Карл Борромео» и «Святой Луиджи Гонзага» (1908), «Вознесение Девы Марии» (1914), все картины в церкви в Кьямпо.